# Zlaté Vánoce
Zlaté Vánoce (anglicky A Golden Christmas) je americký romantický film z roku 2009 režírovaný Johnem Murlowskim.

## Děj
Jessica, která je už tři roky vdovou, přijíždí se svým synem po třech letech navštívit rodiče a chce je překvapit tím, že koupí jejich dům. Před domem v autě synovi vypráví, že když jí bylo devět, dům ještě nestál, na jeho místě bylo pouze tábořiště. Tehdy potkala fajn kluka, se kterým prožila léto, ale od té doby ho už neviděla. Možná by snad ještě našla místo, kam spolu zakopali kufřík času, do něhož spolu schovali věci, které jim ty prázdniny připomínají.
Rodiče i Jessičina sestra Anna s manželem jsou rádi, že Jessicu po dlouhé době opět vidí. Když se Jessica zmíní, že by koupila dům rodičů, rodiče jí oznámí, že dům už prodali. Shodou okolností se v domě objeví cizí pes a za ním Michael, kterému pes patří. Psovi se od Jessicy nechce, Michael vypráví, že jednoho dne za ním pes přišel sám. Když Jessica zjistí, že Michael je ten, komu rodiče dům prodali, naštve se.
Jessica večer odstrojí stromeček, aby jej mohla nastrojit podle svých představ a přitom vytáhne starou vánoční ozdobu, kterou má od svého dávného kamaráda. Vypráví své sestře, že vůbec neví, jak se jmenoval, protože ona mu říkala Han a on jí Leia.
Později Jessica zjistí, že ve smlouvě o prodeji domu rodičů je klauzule, že Michael dům koupí pouze tehdy, pokud do Vánoc prodá svůj současný dům. Zjistí, že Michaelův dům prodává její dávný kamarád Rod a snaží se prodej překazit. Když si Michaelův dům přijdou prohlédnout zájemci, Jessica jim ho popíše jako špatný a doporučí jim jiný dům, který zájemci nakonec koupí.
Jessical slyší štěkat psa v lese a jde za jeho hlasem, až dojde na místo, kde kdysi se svým kamarádem zakopali kufřík času. Pes jí připomíná psa, se kterým si hráli tenkrát. Na stromě je stále nápis Han a Leia, jak se ti dva celé prázdniny oslovovali, aniž by věděli, jak se skutečně jmenují.
Michael vypráví svojí dceři, že když mu bylo devět, měl ve městě, kde teď žijí, kamarádku, a že dům chce koupit kvůli vzpomínkám na ni. A také se zmíní, že spolu zakopali kufřík času. Michaelova dcera přesvědčí otce, aby spolu kufřík vykopali. K tomu samému přesvědčí Jessicu její syn. Michael skutečně najde místo, kde spolu tehdy kufřík zakopali, a kufřík vykope. Jesicca se synem přijdou, až když je kufřík vykopaný, pouze zahlédnou odjíždějící auto a nevidí, kdo v autě je.
Jessica jde druhý den navštívit Michaela připomenout mu podmínku koupě jejich domu. U Michaela doma pes přinese vykopaný kufřík a Michael Jessice vypráví jeho historii. Jessica pochopí, že Michael je její dávný kamarád Han a chápe, proč chce koupit dům jejích rodičů. Svěří se své matce a sestře, že její dávný kamarád Han se objevil a vykopal kufřík.
Rodovi se jde omluvit za to, že překazila prodej Michaelova domu, a snaží se Michaelův dům prodat sama. Protože se jí to ale nedaří, nakonec se rozhodne, že dům koupí sama a Roda požádá, aby Michaelovi oznámil, že dům koupila rodina Leiových. Michalovi přijde pozvánka na vánoční večírek a Michaelova dcera se snaží přesvědčit Michaela, aby na večírek šel, protože Jessica je milá.
Na večírek skutečně Michael s dcerou přijdou, Michael dokonce přinese synovi Jessicy letadlo. Anna nabádá Jessicu, aby Michaelovi přiznala, že ona je Leia, ale Jessica se k tomu nějak nemá. Pes se chová divně a uteče z domu. Jessica s Michaelem jdou za ním a najdou ho na jejich místě, kde tehdy zakopali kufřík času. Psa společně hladí a přitom (nezávisle na sobě) vzpomínají na dobu, kdy jim bylo devět, protože současná situace jim tu dobu připomíná. Jessica si všimne, že pes je fena, a že se chová divně, protože bude mít štěňata. Jessica se nakonec odhodlá a ukáže Michaelovi starou vánoční ozdobu, takže i Michael nakonec pochopí, že Jessica je jeho dávná kamarádka Leia, a pošeptá jí větu, kterou jí pošeptal už tehdy, když jim bylo devět, a sice, že ať Jessica udělá cokoliv, vždycky bude jeho nejlepší kamarádka.
Jessica pomůže nastěhovat Michaela do domu jejích rodičů, kde už si její sestra a Jessičin syn a Michaelova dcera hrají se štěňaty. Fena nakonec odběhne do lesa.

## Obsazení
| Andrea Roth      | Jessica          |
| Nicholas Brendon | Michael          |
| Elisa Donovan    | Anna             |
| Bruce Davison    | Rod Wright       |
| Alley Mills      | Katherine Wright |
| Jason London     | Mitch            |
| Robert Seay      | Chet             |
| K.C. Clyde       | David Bennett    |
| Daniel Zykov     | Henry            |
| Melody Hollis    | Madeline         |
| Sherman          | pes              |
| Kali Majors      | malá Jessica     |
| Sam Cohen        | malý Michael     |
| Chastity Dotson  | Jill Robington   |

### Nezmínění v titulcích
Následující herci nejsou zmínění v titulcích:
| Kristi Culbert     |                          |
| Joseph James       | mladík ze šťastného páru |
| Eli Jane           | Tina - Chetova žena      |
| Elsa Morales Myers |                          |
| William Myers      |                          |